# Ionocromismo
Materiais ionocrômicos, similarmente a fotocrômicos, termocrômicos e outros materiais crômicos, alteram a cor na presença de um fator e revertem tal alteração a seu estado inicial quando o fator é removido. O fator que causa tal mudança de cor em substâncias ionocrômicas são os íons (átomos ou conjuntos de átomos formando moléculas eletricamente carregados). Um íon positivo (cátion) tem um excesso de prótons em relação aos seus eléctrons que é a razão para sua carga elétrica positiva. Íons negativos (ânions) ganharam elétrons de seu estado neutro e têm conseqüentemente uma carga negativa. 
Um fluxo de átomos/íons carregados resulta em materiais ionocrômicos uma mudança de reação/cor do material. Este material está em muitas maneiras similares aos materiais eletrocrômicos , que mudam a cor quando os elétrons correm através deles.
Os elétrons, como os ânions, carregam uma carga negativa. Tanto as substâncias eletrocrômicas e ionocrômicas têm sua mudança da cor ativada pelo fluxo de partículas carregadas. As substâncias ionocrômicas são apropriadas para a detecção de partículas carregadas. Algumas substâncias ionocrômicas podem ser usadas como indicadores complexométricos para titulações complexométricas.